# Dolors Montserrat
Dolores Montserrat Montserrat (San Sadurní de Noya, Barcelona, 18 de septiembre de 1973) es una abogada y política española del Partido Popular, diputada y vicepresidenta portavoz del Grupo del Partido Popular Europeo en el Parlamento Europeo desde 2019. Fue ministra de Sanidad, Servicios Sociales e Igualdad del Gobierno de España entre 2016 y 2018, además de diputada en el Congreso de los Diputados por Barcelona en la ix, x, xi y xii legislaturas.

## Biografía
Es hija de la empresaria, y también política del PP, Dolors Montserrat Culleré.
Dolors Montserrat estudió en su ciudad natal, aunque terminó sus estudios preuniversitarios en los Estados Unidos. Posteriormente se licenció en Derecho por la Universidad Abad Oliva-CEU de Barcelona, máster en la Escuela de Práctica Jurídica del Colegio de Abogados de Barcelona y ejerce desde 1997 con despacho propio especializado en Derecho Urbanístico, inmobiliario y ambiental. También realizó un Programa de Derecho Agrario Comunitario impartido por la Universidad de Ferrara (Italia), un posgrado en Derecho Urbanístico e Inmobiliario impartido por la Universidad Pompeu Fabra, un posgrado de Mediación y Negociación impartido por la Universidad de Barcelona, un programa de Derecho Inmobiliario y Urbanístico impartido por ESADE y un programa de Dirección de empresas Inmobiliarias impartido por IESE.
Ha sido concejala y portavoz del Partido Popular en el Ayuntamiento de San Sadurní de Noya desde 2007, miembro del Comité Ejecutivo del PP de Cataluña y diputada por la provincia de Barcelona a las elecciones generales españolas de 2008 y de 2011. En la X legislatura ocupó, desde el 13 de diciembre de 2011, la vicepresidencia tercera del Congreso de los Diputados. En mayo del 2012 accedió a la Vicesecretaría de Organización y Acción Social del PP de Cataluña, en la remodelación de la dirección resultante de su 13.º Congreso.
Ha sido presidenta de la Junta de los Jóvenes Cofrades del Cava de San Sadurní de Noya.
El 4 de noviembre de 2016 juró su cargo como ministra de Sanidad, Servicios Sociales e Igualdad en el gobierno de Mariano Rajoy. Su gestión integral al frente del ministerio de Sanidad, Servicios Sociales e Igualdad fue reprobada por el Congreso de los Diputados el 29 de mayo de 2018.
En las elecciones catalanas del 21 de diciembre de 2017 cerró de forma simbólica la candidatura del Partido Popular al Parlamento de Cataluña.
En 2019 fue elegida como cabeza de lista del PP a las elecciones europeas, siendo elegida diputada. Como miembro del Parlamento Europeo, Montserrat es miembro de la Comisión de Medio Ambiente, Salud Pública y Seguridad Alimenticia y presidenta de la Comisión de Peticiones.
En abril de 2025, vísperas del Congreso del Partido Popular Europeo, Manfred Weber anunció que la nombrará Secretaria General del partido a partir del Congreso que se celebrará el 29 y 30 de abril en Valencia. El peso del PP español en el Partido Popular Europeo hace que, casi por definición, este puesto recaiga en un eurodiputado o eurodiputada española. Durante 20 años lo fue Antonio López Istúriz.